# Matthias Guggenberger
Matthias Guggenberger (* 24. September 1984 in Innsbruck) ist ein ehemaliger österreichischer Skeletonfahrer und heutiger Trainer.

## Werdegang

### Sportlerlaufbahn
Matthias Guggenberger ist seit 2006 festes Mitglied der österreichischen Nationalmannschaft. Er konnte bei seinem Weltcupdebüt im Januar 2007 nach einer schweren Krankheit in Igls gleich auf Rang 11 fahren. In Winterberg erreichte er mit einem siebten Platz kurz darauf seine erste Platzierung unter den besten 10. Bei seiner ersten Europameisterschaft fuhr Guggenberger von Rang 17 im ersten Lauf noch mit Laufbestzeit im zweiten Lauf auf den 6. Rang. Bei der Juniorenweltmeisterschaft 2007 belegte er den fünften Rang. Seitdem war Guggenberger stets im österreichischen Weltcup-Team vertreten. In der Saison 2008/09 erreichte er mit Rang 6 in Königssee eine weitere einstellige Platzierung. Im November 2009 nahm er an einem Rennen des Europacups ebenfalls in Königssee teil und feierte dort seinen ersten Sieg bei einem internationalen Rennen. Nach einer Saison mit stabilen Leistungen im Weltcup einschließlich vier Top-10-Platzierungen und Rang 8 bei der Europameisterschaft nahm Guggenberger an den Olympischen Spielen teil, wo er auf der Bahn von Whistler nach den ersten beiden Läufen überraschend auf dem vierten Platz lag und nach vier Läufen Achter wurde.
Im nacholympischen Winter konnte Guggenberger lediglich auf seiner Heimbahn in Igls eine einstellige Weltcupplatzierung herausfahren. Etwa ein Jahr später feierte er jedoch in Königssee mit dem dritten Rang seine erste Podestplatzierung im Weltcup. Mit dem zehnten Rang im Gesamtweltcup gehörte er im Endklassement erstmals zu den Top 10; bei der Weltmeisterschaft in Lake Placid wurde er 18. In den beiden folgenden Wintern waren seine besten Resultate ein 10. Rang im Januar 2013 in Königssee sowie ein 11. Platz im Dezember 2013 in Lake Placid. Er nahm daraufhin im Februar 2014 in Sotschi an seinen zweiten Olympischen Spielen teil, wo er den 14. Platz belegte. In der Saison 2014/15 erreichte er in fünf der acht Weltcuprennen Platzierungen unter den besten zehn, was ihm wie drei Jahre zuvor den zehnten Rang im Gesamtweltcup einbrachte. Bei der Weltmeisterschaft 2015 in Winterberg belegte er im Einzel den 19. und im Mannschaftswettbewerb den sechsten Platz. 2016 wurde Guggenberger dritter bei der WM in Igls im Team. 2018 beendete er seine aktive Weltcup-Karriere.
Guggenberger ist zudem mehrfacher österreichischer und Tiroler Meister.

### Trainerlaufbahn
Ab der Saison 2018/19 trainierte Guggenberger die erfolgreichen lettischen Brüder Martins und Tomass Dukurs. Schon in der ersten Saison gewann Martins den Weltmeistertitel in Whistler und Europameistertitel in Innsbruck. Im Winter 2019/20 wurde er Gesamtweltcupsieger und Europameister und sein Bruder Tomass Vizeeuropameister. 2020/2021 und 2021/22 gewann Martins Dukurs erneuert den Gesamtweltcup und zwei weitere EM Medaillen.
Neben den lettischen Athleten trainiert Guggenberger auch die österreichische Athletin Janine Flock, welche 2019 den Europameistertitel errang. 2019/20 konnte Flock sowohl bei der Weltmeisterschaft in Altenberg Bronze holen, wie auch bei der EM in Sigulda. Zudem wurde sie Zweite im Gesamtweltcup. 2020/21 und 2021/22 gewann Janine Flock jeweils eine weiter EM-Medaille und holte zudem eine kleine Kugel im Gesamtweltcup.
Seit 2022 ist Guggenberger Trainer der britischen Skeleton-Mannschaft, 2023 übernahm er den offiziellen Posten als Nationaltrainer. An den Weltmeisterschaften 2023 auf dem Olympia Bob Run in St. Moritz wurde sein Schützling Matt Weston Weltmeister, und die Mixed-Teams Laura Deas / Matt Weston sowie Brogan Crowley / Craig Thompson gewannen Silber und Bronze. Mit Silber und Bronze bei der Weltmeisterschaft in Winterberg 2024, setzte sich der Erfolgslauf fort. In der Saison 2024/25 gewann das Team mehrere Medaillen bei der Weltmeisterschaft, darunter die Goldmedaille im Einzel durch Matt Weston. Zudem sicherten sich die von Guggenberger trainierten Sportler den EM-Titel und den Gesamtweltcup.

## Privates
Sein Vater ist der frühere Skeletonpilot Mario Guggenberger und sein älterer Bruder ist der ehemalige Schauspieler und Kinderstar Manuel Guggenberger (* 1980). Neben der Trainerlaufbahn arbeitet Guggenberger als Regionalleiter für Henry Schein in Innsbruck.